# 4395 Danbritt
4395 Danbritt è un asteroide della fascia principale. Scoperto nel 1981, presenta un'orbita caratterizzata da un semiasse maggiore pari a 2,9964759 au e da un'eccentricità di 0,0846806, inclinata di 10,04569° rispetto all'eclittica.
L'asteroide è dedicato all'astronomo statunitense Daniel Britt.